# Georgia Salpa
Georgia Salpa Penna (grec: Γεωργία Σάλπα; nascuda el 14 de maig de 1985) és una model de glamour greco-biirlandesa.

## Biografia
Georgia Salpa va néixer a Atenes de mare irlandesa i pare grec. Quan Salpa tenia cinc anys, la seva família es va traslladar a Dublín, on es va criar al suburbi de Killiney. El març de 2014, Salpa es va comprometre amb el milionari britànic gestor de fons de cobertura Joe Penna, i es va casar a Portofino, Itàlia, el maig de 2015. Tenen tres fills.

## Carrera
Salpa va començar a modelar abans de sortir de l'escola secundària, i ha realitzat tasques de modelatge per a diverses publicacions. Ha fet aparicions a la televisió en programes com The Podge and Rodge Show, Republic of Telly (fent d'ella mateixa), Celebrity Salon i Catwalk to Kilimanjaro. L'agost de 2009, després de posar en bikini per a una polèmica sessió de fotos per a la revista Food & Wine, la revista es va disculpar després de les queixes a Liveline.
Més tard, Salpa es va traslladar a Gran Bretanya i va participar en la temporada 2012 de Celebrity Big Brother on va ser la tercera expulsada. També l'any 2012, Salpa va figurar en la cinquena posició a l'enquesta "100 dones més sexys" de FHM, i apareix cada cop més a la revista, incloent-hi portades de les edicions francesa, txeca i indonèsia, i com a "portada" de la publicació de 2013 de FHM "100 sexiest women".